# 火把花属
火把花属（学名：Colquhounia）是唇形科下的一个属，为直立或攀援灌木植物。该属共有6种，分布于印度、尼泊尔、锡金、不丹、缅甸、泰国、老挝、越南及中国西南部等地。